# No Way Back
«No Way Back» es el cuarto sencillo extraído del quinto álbum de los Foo Fighters, llamado In Your Honor. Como cara B aparece el siguiente sencillo Cold Day in the Sun. La canción iba a ser el primer sencillo del álbum, pero Grohl la dejó para luego porque «sonaba como una canción más de Foo Fighters», eligiendo para la ocasión a Best of You.

## Lista de canciones
| CD  |                                                                             |          |  |
| N.º | Título                                                                      | Duración |  |
| 1.  | «No Way Back»                                                               | 3:17     |  |
| 2.  | «Cold Day in the Sun»                                                       | 3:23     |  |
| 3.  | «Best of You» (En vivo en Auckland, Nueva Zelanda; 26 de noviembre de 2005) | 6:23     |  |

## Posición en listas
| Lista (2006)                       | Posición |
| ---------------------------------- | -------- |
| EE. UU. Hot Modern Rock Tracks     | 2        |
| EE. UU. Hot Mainstream Rock Tracks | 6        |
| UK Singles Chart                   | 64       |